# SEVEN (歌曲)
〈Seven〉是防彈少年團成員柾国的首張SOLO單曲，並且邀請了美國饒舌歌手Latto共同合作。這首歌由Andrew Watt、Cirkut、Jon Bellion、Latto以及Theron Makiel Thomas共同譜寫。《Seven》於2023年7月14日透過BIGHIT MUSIC公開，由Watt和Cirkut製作，是一首描述想與愛人無時無刻相伴的浪漫英国车库流行歌曲，另外還提供一個內容更為直接的限制級版本。
這首歌曲一推出，就在美國的Billboard Hot 100和Billboard Global 200的音樂榜單立刻登上冠軍，也是田柾國和Latto在這些排行榜的首次奪冠。《Seven》在英國單曲排行榜上也榮獲第三名，這創下了韓國獨唱藝人在英國首次亮相的最高排名紀錄。此外，這首歌在澳洲、加拿大、愛爾蘭、日本、立陶宛、紐西蘭、南韓和瑞士的音樂排行榜中也都名列前矛。

## 歌詞與作曲
這首被喻為一首"充滿朝氣的夏日歌曲"，是由Andrew Watt和Cirkut共同製作，與Jon Bellion、Latto以及Theron Makiel Thomas一起合作譜寫。從音樂風格上來說，它是一首結合了UK garage風格與流行元素的歌曲，揉合了原聲吉他的音色以及令人難以忘懷的旋律。在歌詞上，《Seven》是一首充滿浪漫氛圍的情歌，講述了渴望與所愛的人共度每一刻的情感。而限制級版本的歌詞則描繪了更為激烈的性慾。

## 迴響
在新音乐快递的評論中，Rhian Daly給予這首歌五星中的四星的高評價，他讚賞了田柾國的"細緻的中音和如蜜糖般甜美的假音"，並且認為這首歌曲為他的個人音樂生涯"設下了新的高度"。

## 商業表現
《Seven》在全球Spotify每日榜一夕之間火熱爆表，首日串流量就衝到將近1600萬次，打破了男藝人跟合作單曲首日串流量最高的紀錄，也是2023年最受矚目的新曲。田柾國變成第一位登上美國Spotify榜首的K-pop藝人，也是首位一推出就拿下全球榜首的韓國SOLO歌手。
在日本，雖然只有三天統計時間，但在2023年7月19日的Billboard Japan Hot 100榜上就打入第二名，統計期間是7月10日到16日。這首歌是那週被下載次數最多的歌曲，賣出39,170張，比第二名的YOASOBI的《Idol》（18,434次下載）還要多出一倍多。它也以460萬次的串流量在串流歌曲榜上排名第14名。這首單曲在Hot 100榜（7月26日的榜單）上連續兩週排名第二，並再賣出了12,656張，成為7月17日至23日間下載量第四多的歌曲。在串流榜上最高排第二，以1460萬的串流量為該週新歌，比首週總計還多三倍。
這首單曲在英國單曲榜上排第三，成為該榜單歷史上韓國單飛藝人首次登場最高的紀錄。田柾國打破了團員Jimin幾個月前以《Like Crazy》創下的第八名紀錄。他也跟BTS並列英國單曲榜首次登場跟最高排名的紀錄；BTS先前在2020年的《Dynamite》跟2021年的《Butter》和《My Universe》都曾排第三。
根據Luminate，《Seven》在美國首日（7月14日）的需求串流量達到511萬次，並賣出超過3.4萬張數位副本。在接下來的三天中，每日的串流量仍破250萬次，前四天累計串流量高達1370萬次，這段時間內又多賣了3.2萬張數位副本。這首單曲在2023年7月29日的Billboard Hot 100榜一推出就登冠，是Billboard榜單歷史上第68首一出場就稱王的單曲，有2190萬的串流量、640萬的廣播觀眾，從7月14日到20日總共賣了15.3萬張數位和CD單曲。這是當週賣得第二好，也是被串流次數第四多的歌曲，並分別在成人流行空中播放榜和流行空中播放榜排名30和33。《Seven》是田柾國在Hot 100上的第一個冠軍跟前10名的歌曲。他是繼Jimin在4月以《Like Crazy》稱霸後，BTS的第二位有這項成就的成員。這首單曲也讓Latto在這個榜單上拿到首個冠軍；她先前在2022年4月的《Big Energy》曾經達到第三名。Watt和Cirkut分別拿到他們作為製作人的第十個和第二個Hot 100冠軍；作為作曲家分別的第九個
和第四個冠軍；而對Bellion和Thomas來說，這是他們作為作曲家的第二個冠軍，對Latto來說則是第一個。田柾國和Latto在Artist 100榜上創下了他們新的最高紀錄，分別為第五名和第十一名。
《Seven》在相應的Billboard Global 200榜上一推出就登冠，從7月14日到20日賣出26.9萬張數位副本，總串流量達到2.17億次，剛好超越了Miley Cyrus的《Flowers》（2023年2月4日的那週），成為自該榜單開始以來，獨唱藝人單曲的最大週。它也創下了有史以來第二大的總串流量紀錄，僅次於2021年6月5日那週的BTS的《Butter》，該週總串流量達到2.892億次。田柾國成為BTS的首位獨唱藝人登上全球榜的冠軍，而Latto也在該榜上取得了她的首個冠軍；她先前在2022年4月的《Big Energy》曾達到第32名。兩位藝人同時在Global Excl. U.S. chart上名列首位，該榜上的串流量為1.958億次，並在美國以外的地區賣出13.1萬張數位副本，這是他們在該榜上的首個冠軍和最高峰值；田柾國先前在2022年7月的《Left and Right》曾達到第二名，而Latto在2022年5月的《Big Energy》達到第117名。

## MV
同步上映的MV由Bradley和Pablo指導，並請來韓韶禧出演田柾國的女朋友。這個影片描述的是一整週的過程（和歌詞相呼應），描繪出田柾國想盡辦法重新獲得韓韶禧的歡心，結果經常把她惹毛。

### 劇情大綱
音樂影片一開始是週一在餐館，田柾國和韓韶禧正在那裡吵架，突然地震發生，導致吊燈從天花板上掉下來砸到桌子上，牆壁也因此爆炸。到了週二，他緊貼在韓韶禧乘坐的火車的窗戶外向她唱歌，當她換車廂時，他甚至在火車頂部來回走動。週三的時候，田柾國在一間快被洪水淹沒的洗衣店試著引起韓韶禧的注意，但她卻相當不悅。週四，他試著給她送花，結果卻被車撞到。週五的時候，田柾國在暴風雨中追著韓韶禧，結果被風給吹飛了。週六，Latto在田柾國的葬禮上現身，她甚至在柾國的棺材上唱了她的部分，接著田柾國驚奇地復活，並向韓韶禧打招呼。到了週日，田柾國在一個懸浮的平台上對她唱歌。最後，故事回到了週五的風暴中，韓韶禧最終伸手去抓田柾國的手，他們最後一起手牽手在雨中離開。

## 現場表演
在這首歌推出的當天，就在美國的中央公園，作為《早安美國》夏季音樂會系列的一環，首次現場演唱了《Seven》，還一併演唱了《Euphoria》和《Dynamite》。7月20日，他參與了BBC廣播一台的Live Lounge節目，在錄音室現場演唱了《Seven》，並翻唱了绿洲乐队的《Let There Be Love》。接著在7月21日，他在伦敦泰晤士河旁的戶外舞台，在《第一秀》節目中表演這首單曲。不過值得一提的是，這幾場表演中，Latto都沒有出現。

## 曲目列表
- CD單曲, 數位下載與串流

1. "Seven"[B] – 3:04
2. "Seven" (Explicit) – 3:04
3. "Seven" (Instrumental) – 3:04

- 數位單曲 (Weekday version)

1. "Seven" (Clean) – 3:04
2. "Seven" (Explicit) – 3:04
3. "Seven" (Instrumental) – 3:04
4. "Seven" (Summer Mix) – 3:11
5. "Seven" (Band version) – 3:09

- 數位單曲 (Weekend version)

1. "Seven" (Clean) – 3:04
2. "Seven" (Explicit) – 3:04
3. "Seven" (Instrumental) – 3:04
4. "Seven" (Island Mix) – 3:06
5. "Seven" (Nightfall Mix) – 2:57
6. "Seven" (Festival Mix) – 3:00
7. "Seven" (Lo-fi Mix) – 3:21

- 數位單曲 (Alesso Remix)

1. "Seven" (Clean) – 3:04
2. "Seven" (Explicit) – 3:04
3. "Seven" (Instrumental) – 3:04
4. "Seven" (Alesso Remix) - 2:44

- 數位單曲 (David Guetta Remix)

1. "Seven" (Clean) – 3:04
2. "Seven" (Explicit) – 3:04
3. "Seven" (Instrumental) – 3:04
4. "Seven" (David Guetta Remix) - 2:38
5. "Seven" (David Guetta Remix - Extended Version) 3:37

## 獲獎
這首歌在國內音樂節目抱走了三座冠軍獎盃：7月20日和27日兩次在M Countdown節目中一舉拿下，這兩次都是跟NewJeans的《Super Shy》一較高下；另外在7月30日的人气歌谣節目中，則是跟NCT DREAM的《ISTJ》對決並獲勝。這首歌還榮獲了7月第三週的Melon人氣獎。

## 榜單
| 榜單                                         | 峰值 |
| -------------------------------------------- | ---- |
| 阿根廷（Argentina Hot 100）                  | 32   |
| 澳大利亚（澳大利亚唱片业协会榜）             | 2    |
| 奧地利（Ö3四十強單曲榜）                     | 9    |
| Belgium (告示牌)                             | 19   |
| Bolivia (告示牌)                             | 4    |
| Brazil(告示牌)                               | 18   |
| 加拿大（Canadian Hot 100）                   | 5    |
| Chile (告示牌)                               | 12   |
| Colombia(告示牌)                             | 10   |
| Colombia (Promúsica)                         | 5    |
| Croatia(告示牌)                              | 21   |
| 捷克（百強數位單曲榜）                       | 31   |
| Dominican Republic (SODINPRO)                | 4    |
| Ecuador(告示牌)                              | 7    |
| France (法國唱片出版業公會)                  | 12   |
| 德国（德國官方單曲榜）                       | 12   |
| Greece International (IFPI) Explicit version | 5    |
| Greece International (IFPI) Clean version    | 30   |
| 全球（Billboard Global 200）                 | 1    |
| Hong Kong(告示牌)                            | 1    |
| 匈牙利（四十強單曲榜）                       | 13   |
| Ireland (IRMA)                               | 7    |
| India(告示牌)                                | 3    |
| India International Singles (IMI)            | 1    |
| Indonesia(告示牌)                            | 1    |
| Italy (FIMI)                                 | 66   |
| 日本（Japan Hot 100）                        | 2    |
| Japan Combined Singles (Oricon)              | 2    |
| Latvia (EHR)                                 | 20   |
| Latvia (LAIPA)                               | 1    |
| Lithuania (AGATA)                            | 4    |
| Luxembourg(告示牌)                           | 5    |
| Malaysia(告示牌)                             | 1    |
| Malaysia International (RIM)                 | 1    |
| MENA (IFPI)                                  | 1    |
| Mexico (告示牌)                              | 19   |
| Netherlands (Tipparade)                      | 26   |
| 荷兰（百强单曲榜）                           | 31   |
| New Zealand (Recorded Music NZ)              | 2    |
| Peru (告示牌)                                | 2    |
| Philippines(告示牌)                          | 1    |
| Poland (Polish Streaming Top 100)            | 13   |
| Romania (告示牌)                             | 9    |
| Singapore (RIAS)                             | 1    |
| 斯洛伐克（百強數位單曲榜）                   | 35   |
| South Africa (告示牌)                        | 11   |
| South Korea (Circle) Clean version           | 3    |
| South Korea (Circle) Explicit version        | 47   |
| Spain (PROMUSICAE)                           | 61   |
| Sweden (瑞典最熱榜)                          | 48   |
| 瑞士（瑞士热门音乐榜）                       | 7    |
| Taiwan （[告示牌 (雜誌)\|告示牌]]）          | 1    |
| Turkey (告示牌)                              | 24   |
| 英國（官方榜单公司單曲榜）                   | 3    |
| 美国（《告示牌》百大單曲榜）                 | 1    |
| 美國（《告示牌》Adult Pop Airplay）          | 29   |
| 美國（《告示牌》Pop Airplay）                | 23   |
| Vietnam (Vietnam Hot 100)                    | 1    |

## 發行歷史
| 地區   | 日期          | 格式                  | 版本                | 廠牌                      | 參考          |
| ------ | ------------- | --------------------- | ------------------- | ------------------------- | ------------- |
| 全球   | 2023年7月14日 | 數位音樂下載 串流媒體 | Original            | BIGHIT MUSIC              | [ 81 ]        |
| 美国   | 2023年7月14日 | CD單曲                | Original            | BIGHIT MUSIC              | [ 82 ]        |
| 全球   | 2023年7月17日 | 數位音樂下載 串流媒體 | Weekday EP          | BIGHIT MUSIC              | [ 83 ]        |
| 美国   | 2023年7月18日 | 當代流行電台          | Original            | BIGHIT MUSIC 格芬唱片公司 | [ 84 ]        |
| 全球   | 2023年7月21日 | 數位音樂下載 串流媒體 | Weekend EP          | BIGHIT MUSIC              | [ 85 ]        |
| 義大利 | 2023年7月24日 | Original              | Radio airplay       | 环球音乐集团              | [ 86 ]        |
| 美国   | 2023年8月25日 | CD單曲                | Weekday and Weekend | BIGHIT MUSIC              | [ 87 ] [ 88 ] |

## 註解
1. ↑  Original and instrumental versions released July 14, and "Summer" and "Band" mixes released July 17
2. ↑  also labelled as "Seven" (Clean) or "Seven" (Clean ver.) in some countries